# Artrolicòsids
Els artrolicòsids (Arthrolycosidae) són una primitiva família extinta d'aranyes mesoteles, amb una semblança superficial amb els licòsids, que van viure en el Carbonífer.